# Briey
Briey korábbi község Franciaországban, Meurthe-et-Moselle megyében. Lakosainak száma 5674 fő (2018. január 1.). Briey Moyeuvre-Grande, Avril, Les Baroches, Homécourt, Jœuf, Lantéfontaine, Mance, Moutiers, Labry és Valleroy községekkel határos.
2017. január 1-jén Mancieulles és Mance korábbi községgel egyesült és az így létrejött Val de Briey új község része lett.

## Népesség
A település népességének változása:
| Lakosok száma | 5579 | 5757 | 5819 | 8591 | 5729 | 5674 |
|               | 2010 | 2013 | 2015 | 2016 | 2017 | 2018 |